# Otřes mozku
Otřes mozku (commotio cerebri, komoce z lat. commovere - prudce pohnouti) je porucha mozkové činnosti v důsledku úrazu.
Jedná se o nejlehčí formu poranění hlavy. Může být způsoben úderem do hlavy – dopravní nehody, úrazy při sportu a rvačkách. Dá se rozpoznat díky krátkému narušení vědomí, které trvá minuty až hodiny, může se objevit závrať. Po odeznění příznaků často zůstává ztráta paměti (retrográdní amnézie). K pozdějším symptomům se řadí cefalea (cefalgie - bolest hlavy), pseudoneurasténie, mdloby, nejistota při chůzi a pohybu - tento komplex příznaků se označuje jako postkomoční syndrom.
Histologické změny mozku při otřesu de facto neexistují. Při déle trvajících komocích lze sledovat změny EEG v závislosti na stupni poruchy vědomí. Diferenciální diagnostika oproti kontuzím mozku (pohmoždění mozku) může být na začátku traumatu nesnadné. Přesto i malé údery mohou vést k dlouhodobému poškození mozku.
Na mozek působí přímo či nepřímo mechanická síla, která je patogenním faktorem. Přímé působení při nárazu se nazývá "coup", nepřímé pak "countercoup" (např. při dopadu výsadkáře na paty a otřesu těla).

## Klinický obraz
- ztráta vědomí na 5 minut a méně[2], max. 30 minut[3]
- pretraumatická amnézie (retrográdní)
- posttraumatická amnézie (anterográdní) trvá méně než 1 hodinu[2]

Po probrání z bezvědomí:
- nauzea, zvracení, difúzní bolesti hlavy
- závratě, nejistota v prostoru při prudkých pohybech, pohledu vzhůru, při chůzi po schodech
- ortostatická tachykardie a hypotenze
- poruchy koncentrace, paměti, pocení, palpitace, poruchy spánku

U 50 % postižených tyto příznaky perzistují jako tzv. postkomoční syndrom, někdy se rozvinou i několik dní po propuštění z nemocnice. Tento stav může trvat i řadu měsíců.

## První pomoc
1. Kontrola vědomí a dechu
2. Při bezvědomí a/nebo varovných příznacích voláme 155 ihned
3. Po proběhlém otřesu mozku je vhodné pacienta sledovat minimálně 24 hodin

Varovné příznaky - krátkodobé bezvědomí, změna chování po proběhlém úrazu, zvracení, modřiny kolem obou očí, výtok bezbarvé kapaliny z nosu či uší, výtok krve z uší, rozdíl ve velikosti zorniček 

## Ve sportu
Otřes mozku je jednou z častých příčin přerušení nebo dokonce ukončení kariéry sportovců v různých sportech. Asi nejvíce mediálně jsou známy případy z hokeje:
- Sidney Crosby kvůli němu nehrál víc než rok.
- Chris Pronger dokonce musel ukončit kariéru. Podobných případů je víc a vedení NHL se proto zaměřila na trestání faulů směřujících právě do oblasti hlavy.